# Zalesie (rejon kamieński)
Zalesie (ukr. Залісся) – wieś na Ukrainie w rejonie kamieńskim obwodu wołyńskiego.